# Gene Luen Yang

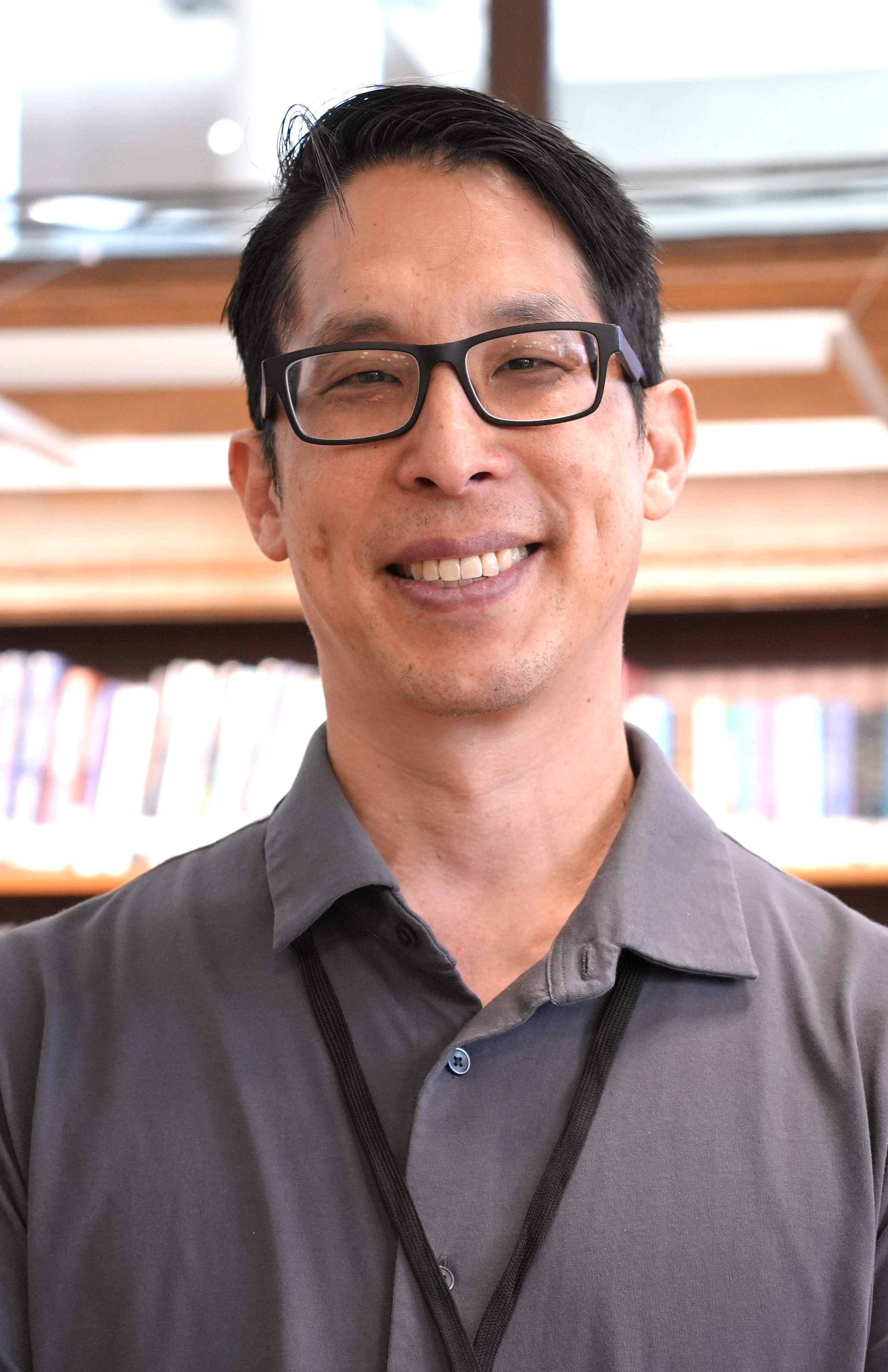
Gene Luen Yang (2025)

Gene Luen Yang (chinesisch: 楊謹倫, Pinyin: Yáng Jǐnlún; * 9. August 1973 in Alameda oder Fremont, Kalifornien) ist ein chinesisch-amerikanischer Autor und Zeichner von Graphic Novels und Comics.

## Leben

### Kindheit und Jugend
Yang ist der Sohn chinesischer Immigranten und wurde in Kalifornien geboren. Sein Vater stammt aus Taiwan, seine Mutter aus Hongkong. Die beiden brachten ihn bereits in seiner Kindheit mit asiatischer Kultur in Berührung und besorgten etwa chinesische Kinderbücher, aus denen sie ihm vorlasen.
Yang war seiner Aussage zufolge stets fasziniert von Erzählungen. Als Kind wollte er Trickfilmzeichner für die Walt Disney Animation Studios werden. Als ihm seine Mutter in der fünften Klasse sein erstes Comic, DC Comics Presents Superman Nr. 57, kaufte, änderte sich dieser Berufswunsch jedoch rasch in Richtung Comics. Yang besuchte die University of California, Berkeley und wollte Kunst studieren, doch sein Vater riet ihm, sich ein „praktischeres“ Feld zu suchen. In der Folge wählte er Informatik als Haupt- und Kreatives Schreiben als Nebenstudienfach.
Nach seinem Abschluss im Jahr 1995 arbeitete Yang zwei Jahre lang als Computertechniker. Jedoch erkannte er bald, dass dies nicht seine Welt war, und fand eine Anstellung als Informatiklehrer an einer High School.

### Kreativer Werdegang
1996 begann Yang, Comicstrips über seine Website humblecomics.com zu veröffentlichen. Für den Comic Gordon Yamamoto and the King of the Geeks erhielt er 1997 den Xeric Grant Award. Im Jahr 2000 begann Yang die Arbeit an der vielgelobten Graphic Novel American Born Chinese, die er nach fünf Jahren fertigstellen konnte und 2006 publizierte. Seither hat Yang eine Reihe von Comics und Graphic Novels veröffentlicht. Während Yang anfangs stets seine Werke sowohl textete als auch zeichnete, arbeitet er mittlerweile oftmals mit Comiczeichnern zusammen. Zur Comicserie Superman steuerte Yang als Autor zehn Ausgaben bei (Vol 3 #41–50), von denen die letzte im März 2016 erscheinen sollte. Im Moment ist er der Hauptautor der Comicserie Avatar: Der Herr der Elemente, die gleichzeitig seine erste große Arbeit mit fremden Charakteren und Settings ist. Seit 2012 unterrichtet Yang an der Hamline University im Rahmen des Kurses „Schreiben für Kinder und Junge Erwachsene“.

## Comics im Klassenraum
Yang tritt dafür ein, Comics und Graphic Novels als pädagogische Instrumente in Schulklassen zu verwenden. Er schrieb seine Masterarbeit an der California State University, East Bay über dieses Thema. Darin betont er die erzieherische Stärke von Comics, da diese motivierend, visuell, permanent, vermittelnd und populär seien. Als Teil der Arbeit schuf Yang ein Online-Comic namens Factoring with Mr. Yang & Mosley the Alien, das dabei helfen soll, Mathematik zu unterrichten bzw. zu lernen. Die Idee kam ihm, als er als Vertretungslehrer regelmäßig eine Klasse in Mathematik hatte. Aufgrund seiner Position als Direktor der Informationsdienste musste er Stunden entfallen lassen und erschuf das Online-Comic, damit die Schüler die Konzepte während seiner Abwesenheit lernen konnten. Das positive Feedback der Schüler brachte ihn dazu, die Idee für seine Masterarbeit zu verwenden.

## Werke

### American Born Chinese
American Born Chinese enthält drei Handlungsstränge. Der erste ist eine zeitgenössische Interpretation des klassischen chinesischen Romans Die Reise nach Westen, wobei der daraus entborgte Affenkönig ständig versucht, eine andere Form anzunehmen und sich nicht selbst akzeptiert. Schließlich kann er seinem Gefängnis entfliehen, indem er sich in einen Affen zurückverwandelt. Der zweite Handlungsstrang folgt dem chinesischstämmigen amerikanischen Jungen Jin Wang, der mit seiner Identität kämpft und schließlich im Traum einer Frau seine Seele gibt für das Versprechen, alles erreichen zu können, das er will. Am nächsten Morgen erwacht er als hellhäutiger Junge und ändert seinen Namen in Danny. Im dritten Handlungsstrang erhält Danny Besuch von seinem Cousin Chin-Kee, der mit Chinesischem Zopf und Hasenzähnen dargestellt wird. Der "All-American Boy" Danny schämt sich für ihn, da er ihn an seine wahre Herkunft erinnert. Schließlich wird Chin-Kee als der Affenkönig enttarnt, dessen Sohn – ein Freund von Danny – ihm aufgrund von Dannys Handlungen nicht in seine Fußstapfen nachfolgen will. Daraufhin verwandelt sich Danny zurück in Jin Wang.
Am 24. Mai 2023 erschien eine Serienadaption der Graphic Novel bei Disney+. American Born Chinese umfasst insgesamt 8 Episoden. Yang wirkte als Executive Producer bei der Serie mit.

### Andere (Auswahl)
- The Rosary Comic Book (Pauline Books & Media, 2003) – Dieses Graphic Novel erzählt die Geschichten hinter den Rosenkranzgeheimnissen und erschien in einem katholischen Verlag.[11]
- Animal Crackers (SLG Publishing, 2004) – Enthält die Comicstrips Gordon Yamamoto and the King of the Geeks und Loyola Chin and the San Peligran Order.
- American Born Chinese (First Second Books, 2006)
- The Eternal Smile, gemeinsam mit Derek Kirk Kim (First Second Books, 2009) – Kompilation dreier Kurzgeschichten
- Prime Baby (First Second Books, 2010)
- Level Up (First Second Books, 2011)
- Avatar: Der Herr der Elemente – Das Versprechen, illustriert von Gurihuri (Dark Horse Comics, 2012)
- Avatar: Der Herr der Elemente – Die Suche, illustriert von Gurihuri (Dark Horse Comics, 2013)
- Boxers and Saints (First Second Books, 2013)
- The Shadow Hero, illustriert von Sonny Liew (First Second Books, 2014) – Origin Story für den Goldenen-Zeitalter-Superhelden Green Turtle
- Avatar: Der Herr der Elemente – Der Spalt, illustriert von Gurihuri (Dark Horse Comics, 2014)
- Superman Band 3 #41-laufend, illustriert von John Romita Jr. und Klaus Janson (DC Comics, 2015-...)

#### Beiträge in Sammelwerken
- Up All Night (HarperTeen, 2009) – 14-seitige Kurzgeschichte
- Secret Identities: The Asian American Superhero Anthology (The New Press, 2009) – zwölfseitige Kurzgeschichte
- Strange Tales II #1 (Marvel Comics, 2010) – vierseitige Kurzgeschichte
- Nursery Rhyme Comics (First Second Books, 2011) – einseitige Kurzgeschichte
- Shattered: The Asian American Superhero Anthology (The New Press, 2012) – vierseitige Kurzgeschichte
- Open Mic (Candlewick, 2013) – vierseitige Kurzgeschichte
- Comics Squad: Recess! (Comic Squad, 2014) – zwölfseitige Kurzgeschichte

## Auszeichnungen
- 1997: Xeric Foundation Self-publishing Grant für Gordon Yamamoto and the King of the Geeks
- 2006: National Cartoonist Society Award
- 2007: Michael L. Printz Award für American Born Chinese[12]
- 2007: ALA Best Books for Young Adults für American Born Chinese
- 2007: Eisner Award für American Born Chinese als "Beste neue Graphic Novel"
- 2010: Eisner Award für Urgent Request mit Derek Kirk Kim als "Beste Kurzgeschichte"
- 2013: Los Angeles Times Book Prize für Boxers & Saints als "Bestes Jugendbuch"
- 2015: Eisner Award als "Bester Autor" (für Avatar: Der Herr der Elemente und The Shadow Hero)[13]
- 2016: MacArthur Fellowship[14]
- 2020: Mike Wieringo Comic Book Industry Award für Dragon Hoops als "Book of the Year"
- 2020: Mike Wieringo Comic Book Industry Award für Superman Smashes the Clan als "Best Children's or Young Adult Book"
- 2021: Eisner Award für Dragon Hoops als "Best Publication for Teens"
- 2021: Eisner Award für Superman Smashes the Clan als "Best Publication for Kids"
- 2021: Eisner Award für Superman Smashes the Clan als "Best Adaptation from Another Medium"
- 2021: Michael L. Printz Award – Honor Book: Dragon Hoops (kolor. von Lark Pien)
- 2025: Eisner Award für Lunar New Year Love Story als "Bester Autor", "Beste Publikation für Jugendliche" und "Bester neuer Graphic Novel"